# Великий Двор (Бабушкінське сільське поселення)
Великий Двор (рос. Большой Двор) — присілок у складі Бабушкінського району Вологодської області, Росія. Входить до складу Бабушкінського сільського поселення.

## Населення
Населення — 36 осіб (2010; 56 у 2002).
Національний склад (станом на 2002 рік):
- росіяни — 98 %